# Кузьмин, Николай Михайлович (Герой Советского Союза)
Николай Михайлович Кузьми́н (21 декабря 1919, Рыбинск — 9 февраля 1963, Ленинград) — старший лейтенант танковых войск, Герой Советского Союза (1945).

## Биография
Николай Михайлович Кузьмин родился 21 декабря 1919 года в д. Гаврилково, ныне в черте г. Рыбинска Ярославской области.
Русский. Образование 7 классов. Член ВКП(б) с 1944 года. Работал на моторостроительном заводе в г. Рыбинске. После эвакуации — на моторостроительном заводе в Уфе.
Призван в Красную Армию из Уфы в октябре 1942 года. Окончил Камышинское танковое училище.
Воевал на 1-м Украинском фронте. Лейтенант Н. М. Кузьмин отличился в боях 30—31 января 1944 года при отражении контрудара противника у населённого пункта Зофиенталь.
С 1946 года старший лейтенант Н. М. Кузьмин — в запасе. Работал в органах госбезопасности.
Скончался на 44-м году жизни 9 февраля 1963 года в Ленинграде. Похоронен на Ново-Волковском кладбище.

## Подвиг
«Командир роты 93-й танковой бригады (4-я танковая армия, 1-й Украинский фронт) лейтенант Н. М. Кузьмин в боях 30-31 января 1944 г. при отражении контрудара противника у населенного пункта Зофиенталь (13 км южнее г. Гура, Польша) уничтожил два вражеских танка, 5 орудий и до 150 гитлеровцев».
Звание Героя Советского Союза Н. М. Кузьмину присвоено 10 апреля 1945 года.

## Награды
- Медаль «Золотая Звезда» Героя Советского Союза;
- орден Ленина;
- орден Отечественной войны I степени;
- орден Отечественной войны II степени;
- медали.